# Regus
Regus plc är ett multinationellt företag som levererar flexibla kontorsplatser på kontorshotell världen över. Det omfattar alltifrån affärslounger med Wi-Fi och individuellt anpassade arbetsplatser till distanstjänster.
Den 23 juni 2015 hade Regus 2 300 verksamma kontorshotell i 106 länder. Företaget,som idag har 8 700 medarbetare, grundades 1989 i Bryssel och har nu sin bas i Luxemburg. Regus är börsnoterat på Londonbörsen (RGU.L.) och ingår i FTSE 250 Index. Företaget är registrerat i St. Helier på Kanalöarna. Under 2014 uppgick Regus Groups intäkter till 1,676 miljarder pund.

## Regus i Sverige
Regus Sverige öppnade sitt första kontorshotell i Stockholm på Stureplan redan 1995. Nu har Regus Sverige totalt 15 center i Stockholm (Ringvägen, Centralen, Stureplan, Östermalmstorg, Gärdet och vid Humlegården); i Solna (Frösundavik, Solna Business Park och Solna Strand); i Kista, i Göteborg (Lilla Bommen, Gårda, Östra Hamngatan och Odinsgatan) och i Malmö (Centralen och Triangeln).
Regus kunder har tillgång till ett nätverk av tjänster som innefattar kontor, Business Lounger, mötesrum, co-working och virtuella kontor.

## Historia
Regus grundades på 1980-talet av den svenske byggmästaren Reinhold Gustafsson. Hans affärsidé var att erbjuda tillfälliga kontorslokaler i bra läge med hög servicegrad. Detta skulle också bidra till att få upp hyresnivåerna i de fastigheter som hans fastighetsbolag hade köpt till höga priser i bland annat London, Paris och Köpenhamn. 1989 hamnade Regus i det börsnoterade Reinhold City, ett dotterbolag till Reinhold Gustafssons Reinhold AB.
1990 köpte Regus företaget Crosslink, som leddes av Mark Dixon och drev två kontorscentra, i Bryssel och Budapest. Dixon grundade Crosslink i Bryssel 1989 efter att ha märkt att många affärsresenärer tvingades arbeta på hotell och kaféer, eftersom det inte fanns bättre anläggningar tillgängliga. Efter Regus köp av Crosslink blev Mark Dixon VD för Regus och ägare av 15 procent av aktierna i bolaget. Regus expanderade därefter snabbt och drev ett 60-tal kontorscentra i slutet av 1992.
I samband med finans- och fastighetskrisen i början av 1990-talet hamnade Reinhold-koncernen i ekonomiska svårigheter på grund av hög belåning, och 1992 gick moderbolaget Reinhold AB i konkurs. Tillgångarna i Reinhold City såldes ut av de banker som hade fordringar på Reinhold AB, och eftersom lågkonjunkturen skapat problem för kontorshotell såldes Regus snabbt. Mark Dixon fick 1993 ta över aktierna för ett symboliskt pris.
Regus utvecklade därefter sitt koncept under Mark Dixons ledning och drog nytta av läget på fastighetsmarknaden efter krisen. De vände sig till fastighetsbolag som hade tomma kontorsytor centrala lägen och åtog sig att fylla dessa vakanser med ett kontorshotell, förutsatt att de kunde få rörlig hyra.
1994 expanderade sin verksamhet i Sydamerika, först i São Paulo i Brasilien och efter 5 år fortsatte det till Asien i Peking. 
År 2000 introducerades Regus på Londonbörsen och på NASDAQ. 27 procent av aktierna såldes ut, medan Mark Dixon och Deutsche Bank behöll resten, och baserat på försäljningspriset värderades Regus då till 2,3 miljarder dollar.
2001 köpte Regus Stratis kontorshotell, ett amerikanskt franchise-nätverk av kontorshotell och började expandera på den amerikanska marknaden. Senare samma år förstördes Regus kontorshotell på 93:e våningen i South Tower på World Trade Center under 11 september-attackerna och fem Regus-medarbetare miste livet. Företaget kritiserades för att inte ha agerat tillräckligt snabbt för att hjälpa offrens familjer, trots att en Regus-representant hävdade att företaget hade tagit “direktkontakt med varje familj som saknade medarbetare.”
2002 sålde Regus sin majoritetsandel (58%) i sitt brittiska bolag till Rex 2002 Limited, ett företag grundat av det privata riskkapitalbolaget Alchemy Partners. På så sätt kunde företaget, som då hade svåra ekonomiska problem, inbringa 51 miljoner pund.
2003 ansökte Regus om Chapter 11-konkurs för sitt amerikanska bolag, som hade haft svårt att klara sig efter IT-bubblan. Inom ett år hade företaget rett ut konkursen och omstrukturerat bolaget genom finansiering av företagets andel i sin vinstgivande brittiska verksamhet. 
2004 köpte Regus HQ Global Workplaces, en global leverantör av arbetsutrymmen i USA. Företagets tidigare huvudkontor i Addison, Texas blev ett av Regus huvudkontor.
2006 köpte Regus tillbaka sin brittiska verksamhet för 88 miljoner pund, vilket markerade slutet för en dramatisk återhämtning från 2002 när företaget hade varit nära kollaps. Senare samma år köpte Regus Laptop Lane, en amerikansk kedja med kontorshotell på flygplatser.
Under 2006 inledde företaget partnerskap med Air France-KLM och American Airlines för att ge affärsresenärer exklusiv tillgång och 2007 startade Regus partnerskap med American Express för att ge Business Platinum-medlemmar exklusiv tillgång.
Under 2007 förstärkte Regus sin globala position genom att öppna kontorshotell i Bulgarien, Kenya och Qatar. 
I juni 2008 presenterade Regus Businessworld, ett medlemskap med flera nivåer som ger användare flexibel tillgång till Regus tjänster på alla Regus kontor världen över, och som drar fördel av företagets globala räckvidd. Medlemskapet vänder sig mot vana affärsresenärer. 
Regus Group plc blev från och med den 14 oktober 2008 Regus plc, som grundades som ett holdingbolag för Regus Group plc med tanke på etableringen av företagets huvudkontor i Luxemburg och företagets registrerade kontor på Kanalöarna. Såväl Luxemburg som Kanalöarna är företagsvänliga finansiella center. Företagets huvudkontor låg tidigare i Chertsey, Surrey, England och Addison, Texas, USA.
Regus fokus har tiden legat på expansion och att öppna nya kontorshotell. Företaget har även omförhandlat hyresavtal med fastighetsägare i Storbritannien för att spara pengar, och varnat ägarna att innehavarna av avtalen kan komma att ställas under förvaltarskap. Det här har lett till upprörda känslor inom den brittiska fastighetsbranschen.
Den 5 juli 2012 tillkännagav den brittiske premiärministern David Cameron att Regus skulle ge 30 000 unga entreprenörer i England tillgång till Regus globala nätverk av affärslounger och administrativ support. Regus stöd, som beräknas vara värt 20 miljoner pund, kommer att ge ett ordentligt stöd åt unga entreprenörer som startar företag. Regus bidrag kompletterar den brittiska regeringens satsning med StartUp Loans som leds av James Caan, känd från tv-programmet Draknästet.
Den 19 februari 2013 tog Regus kontroll över MWB BE, Storbritanniens näst största kontorsleverantör, med ett bud på 65,6 miljoner pund – efter en strid med Hongkong-miljardären Anson Chan om ägarskapet. 
Under 2013 öppnade Regus kontor i sitt 100:e land, Nepal, och sitt 1 500:e center i Pune, Indien. Företaget har nu över 1,5 miljoner kunder. 
2014 öppnade Regus sitt 2 300:e kontorshotell i Boulder, Colorado och öppnade kontor i 50 nya städer enbart under första kvartalet. Företaget ingick även stora avtal med flygplatserna Heathrow och Gatwick airports, och även regeringen i Singapore.

## Verksamhet och tjänster
Regus och företagets varumärken (HQ och Regus Express) levererar flexibla kontorsplatser, virtuella kontor, mötesrum och videokonferenser åt kunder, enligt avtal. Företaget bedriver verksamhet i 106 länder med fler än 2 300 kontorshotell, vilket gör Regus till världens största leverantör av flexibla kontorsplatser. Bland sina kunder har Regus Storbritannien även Britain First, på sitt kontor i Belfast, och Britannia Campaigning, företaget bakom Britain First, som ägs av Paul Golding.

## Högkvarter
Regus har sin bas i Luxemburg med huvudkontoret på 26, Boulevard Royal, L-2449.

## Ledande befattningshavare
I egenskap av företagets VD uppgår Mark Dixons årliga ersättning till 2,77 miljoner pund (2014), varav 587 000 utgörs av grundlön.